# Comuna Makiivka, Smila
Makiivka (în ucraineană Макіївка) este o comună în raionul Smila, regiunea Cerkasî, Ucraina, formată din satele Buda-Makiivka și Makiivka (reședința).

## Demografie
Componența lingvistică a comunei Makiivka
     Ucraineană (98,79%)
     Alte limbi (1,21%)
Conform recensământului din 2001, majoritatea populației comunei Makiivka era vorbitoare de ucraineană (98,79%), existând în minoritate și vorbitori de alte limbi.